# Gustaf Andrésen
Gustaf Mikael Andrésen, född 24 november 1890 i Örebro, död 23 april 1963 i Örebro, var en svensk konstnär.
Han var son till bokbindaren Mikael Andrésen och Maria Charlotta Pettersson och från 1949 gift med Ebba Maria Wennerström. 
Andrésen studerade teckning och modellering vid Tekniska skolan i Örebro 1907–1908 och vid Konstakademin 1911–1918 med Oscar Björk som lärare. Han for på en studieresa till Frankrike, Belgien, Holland och Danmark 1949. Han medverkade regelbundet i Örebro läns konstförenings samlingsutställningar.
Hans porträttbyster och småskulpturer är utförda i en realistisk tolkning, som målare har han utfört porträtt och soliga landskapsbilder från Närke. Vid sidan av sitt eget skapande var han konstkritiker i Örebro-Kuriren med signaturen -sen och en av redaktörerna till Svenskt konstnärslexikon samt arbetat som konstpedagog och föreläsare. Andrésen är representerad vid bland annat Örebro läns museum.
Makarna Andrésen är begravda på Norra kyrkogården i Örebro.